# Каракичи
Каракичи (кирг. Кара-кече) — село в Кыргызстане, в Чаекском айылном аймаке Жумгальском районе Нарынской области. Расположено в верховьях одноимённой реки, левого притока реки Джумгал (правого притока Нарына), западнее одноимённого перевала (3364 м), восточнее перевала Донгуз (3343 м), между горами Балыкты (на севере) и хребтом Молдотау (на юге), западнее озера Сонкёль.
Близ села открытым способом разрабатывается Каракеченское буроугольное месторождение. Промышленное освоение месторождения началось в октябре 1985 года.